# Tachydromia
Phoneustica, Phoneutisca
Genre
Synonymes
- Phoneustica Loew, 1863
- Phoneutisca Loew, 1863
- Autres synonymes voir paragraphe #Synonymes

Espèces de rang inférieur
- Tachydromia connexa Meigen, 1803, espèce type
- Autres espèces voir paragraphe #Liste d'espèces

Tachydromia est un genre d'insectes diptères ou mouches de la famille Hybotidae. Il est répandu dans le monde entier, avec des espèces trouvées essentiellement partout, à l'exception des régions polaires et de certaines îles éloignées. Ils sont peu diversifiés en Asie de l'Est et du Sud-Est, ou en Afrique.

## Classification
Le genre Tachydromia a été créé en 1803 par l'entomologiste Johann Wilhelm Meigen (1764-1845),, un fameux entomologiste allemand pionnier pour ses travaux sur les diptères. Son espèce type est Tachydromia connexa décrite par le même Johann Wilhelm Meigen en 1822.

### Synonymes
- Phoneustica Loew, 1863[4] ;
- Phoneutisca Loew, 1863[4] ;

- Sicodus Rafinesque, 1815
- Sicus Latreille, 1796 (non Scopoli, 1763: preoccupied)
- Tachista Loew, 1864
- Tachysta (lapsus)

## Description
Les Tachydromia sont de minuscules mouches minces de couleur noir de jais brillante, presque dépourvues de poils et de soies.
La tête globuleuse porte de grands yeux à larges facettes. Trois Ocelles sont présents. Les antennes à deux articulations sont courtes. Le proboscis vertical et rigide est plus court que la tête.
Le thorax est plus long que large. Les pattes fines portent des poils microscopiques, mais pas de poils. Les fémurs antérieurs sont quelque peu épaissis. Les mâles de certaines espèces ont de petites épines sur les fémurs moyens ou les tibias en dessous.
Les ailes sont étroites, avec la costa se terminant à la quatrième veine et parfois épaissie au-delà de l'insertion de la première veine. Il n'y a aucune trace d'une cellule anale présente. Certaines espèces présentent une ou deux bandes sombres sur les ailes.

## Liste d'espèces
- T. acklandi Chvala, 1973
- T. aemula (Loew, 1864)
- T. alteropicta (Becker, 1889)
- T. annulimana Meigen, 1822
- T. arrogans (Linnaeus, 1761)
- T. calcanea (Meigen, 1838)
- T. calcarata (Strobl, 1910)
- T. carpathica Chvala, 1966
- T. catalonica (Strobl, 1906)
- T. caucasica Chvala, 1970
- T. connexa Meigen, 1822
- T. costalis (von Roser, 1840)
- T. denticulata (Oldenberg, 1912)
- T. edenensis Hewitt & Chvala, 2002
- T. excisa (Loew, 1864)
- T. halidayi (Collin, 1926)
- T. halterata (Collin, 1926)
- T. incompleta (Becker, 1900)
- T. interrupta (Loew, 1864)
- T. lundstroemi (Frey, 1913)
- T. microptera (Loew, 1864)
- T. monserratensis (Strobl, 1906)
- T. morio (Zetterstedt, 1838)
- T. nigerrima (Bezzi, 1918)
- T. obsoleta (Strobl, 1910)
- T. ornatipes (Becker, 1890)
- T. parva Chvala, 1970
- T. productipes (Strobl, 1910)
- T. pseudointerrupta Chvala, 1970
- T. punctifera (Becker, 1900)
- T. rhyacophila Chvala, 1995
- T. sabulosa Meigen, 1830
- T. schnitteri Stark, 1994
- T. smithi Chvala, 1966
- T. styriaca (Strobl, 1893)
- T. subarrogans Kovalev & Chvala, 1985
- T. terricola Zetterstedt, 1819
- T. tuberculata (Loew, 1864)
- T. umbrarum Haliday, 1833
- T. undulata (Strobl, 1906)
- T. woodi (Collin, 1926)

### Espèces fossiles
- †Tachydromia (Tachypona)
- †Tachydromia (Tachypona) postposita
- †Tachydromia egelata
- †Tachydromia theobaldi
- †Tachydromia voracis

### Publication originale
- [1803] (de) J. W. Meigen, « Versuch einer neuen Gattungseintheilung der europäischen zweiflügeligen Insekten », Magazin für Insektenkunde, vol. 2,‎ 1803, p. 259-281.